# Kakasbos

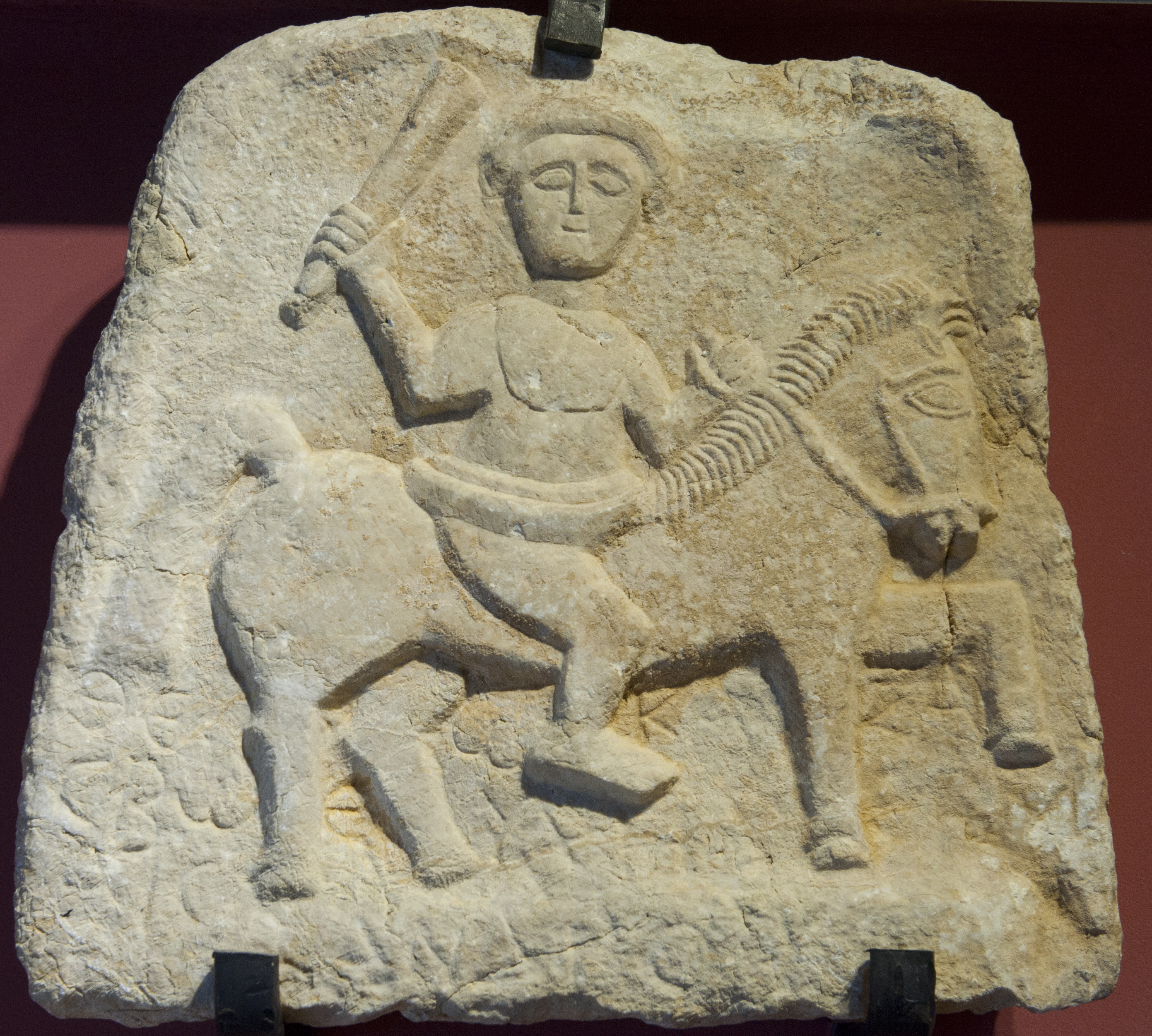
Stele met een voorstelling van Kakasbos (Museum van Fethiye)

Kakasbos was een antieke Anatolische ruitergod. Mogelijk was hij van Luwische oorsprong. Hij werd vooral vereerd in Lycië en Pisidië. Hij werd afgebeeld als een ruiter met een knots in de hand. Net als andere ruitergoden werd Kakasbos in rotsheiligdommen vereerd. Na de komst van de Romeinen werd Kakasbos vereenzelvigd met Hercules.